# Guimbal
Guimbal is een gemeente in de Filipijnse provincie Iloilo op het eiland Panay. Bij de laatste census in 2010 telde de gemeente ruim 32 duizend inwoners.

## Geografie

### Bestuurlijke indeling
Guimbal is onderverdeeld in de volgende 33 barangays:
| - Anono-o - Bacong - Bagumbayan Pob. - Balantad-Carlos Fruto - Baras - Binanua-an - Torreblanca-Blumentritt - Bongol San Miguel - Bongol San Vicente - Bulad - Buluangan | - Burgos-Gengos - Cabasi - Cabubugan - Calampitao - Camangahan - Generosa-Cristobal Colon - Gerona-Gimeno - Girado-Magsaysay - Gotera - Igcocolo - Iyasan | - Libo-on Gonzales - Lubacan - Nahapay - Nalundan - Nanga - Nito-an Lupsag - Particion - Pescadores - Rizal-Tuguisan - Sipitan-Badiang - Santa Rosa-Laguna |

## Demografie
Guimbal had bij de census van 2010 een inwoneraantal van 32.325 mensen. Dit waren 2.601 mensen (8,8%) meer dan bij de vorige census van 2007. Ten opzichte van de census van 2000 was het aantal inwoners gegroeid met 4.618 mensen (16,7%). De gemiddelde jaarlijkse groei in die periode kwam daarmee uit op 1,55%, hetgeen lager was dan het landelijk jaarlijks gemiddelde over deze periode (1,90%).

De bevolkingsdichtheid van Guimbal was ten tijde van de laatste census, met 32.325 inwoners op 44,61 km², 724,6 mensen per km².